# Amanita phalloides
Amanita phalloides (Sébastien Vaillant, 1723 ex Elias Magnus Fries, 1821) ex Heinrich Friedrich Link, 1833) din încrengătura Basidiomycota, în familia Amanitaceae și de genul Amanita este împreună cu gemenele ei albe Amanita verna și Amanita virosa precum Cortinarius orellanus și Cortinarius rubellus una din cele mai otrăvitoare ciuperci cunoscute. Această specie este numită în popor buretele viperei. Ea coabitează, fiind un simbiont micoriza (formează micorize pe rădăcinile arborilor) și se poate găsi în România, Basarabia și Bucovina de Nord din (mai) iunie până în octombrie, mai ales în păduri de foioase sub (stejari, fagi, mesteceni), mai rar în cele de conifere, sub molizi, dar de asemenea, prin tufișuri, preferat pe lângă aluni, chiar și câteodată în livezi.

## Istoric

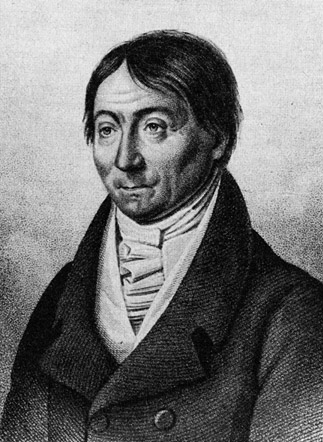
J. H. F. Link

Ordinul Agaricales este de diversificare foarte veche (între 178 și 139 milioane de ani), începând din timpul perioadei geologice în Jurasic în diferență de exemplu cu genul Boletus (între 44 și 34 milioane de ani).
În anul 1723, specia a fost descrisă pentru prima oară de botanistul francez Sébastien Vaillant (1669-1722) în lucrarea sa Botanicon Parisiense: Operis majoris prodituri prodromus din 1723, dându-i numele Fungus phalloides, annulatus, sordide virescens et patulus,  fiind apoi redenumită de faimosul om de știință suedez Elias Magnus Fries în volumul 1 al trilogiei sale Systema mycologicum, ca Agaricus phalloides din 1821. În 1833, naturalistul și botanistul german Heinrich Friedrich Link (1767-1851) a transferat soiul corect la genul Amanita sub păstrarea epitetului, de verificat în volumul 3 al operei sale Handbuch zur Erkennung der nutzbarsten und am häufigsten vorkommenden Gewächse, valabil până în prezent (2018). Celelalte denumiri sunt permise, dar nu mai sunt aplicate.

## Descriere
Această specie are un velum universale (văl universal), o membrană subțire care o învelește la începutul evoluției ei, extinzându-se de la vârful pălăriei la capătul inferior al piciorului precum un velum partiale (văl parțial) care acoperă numai părțile purtătoare de spori, astfel încât se întinde de la de marginea pălăriei la capătul superior al tijei. Scurt timp mai târziu, membranele se rup, lăsând urme de fulgi pe pălărie, un guler în jurul tijei și o rămășiță în formă de săculeț la bază, numită volva (vagin).

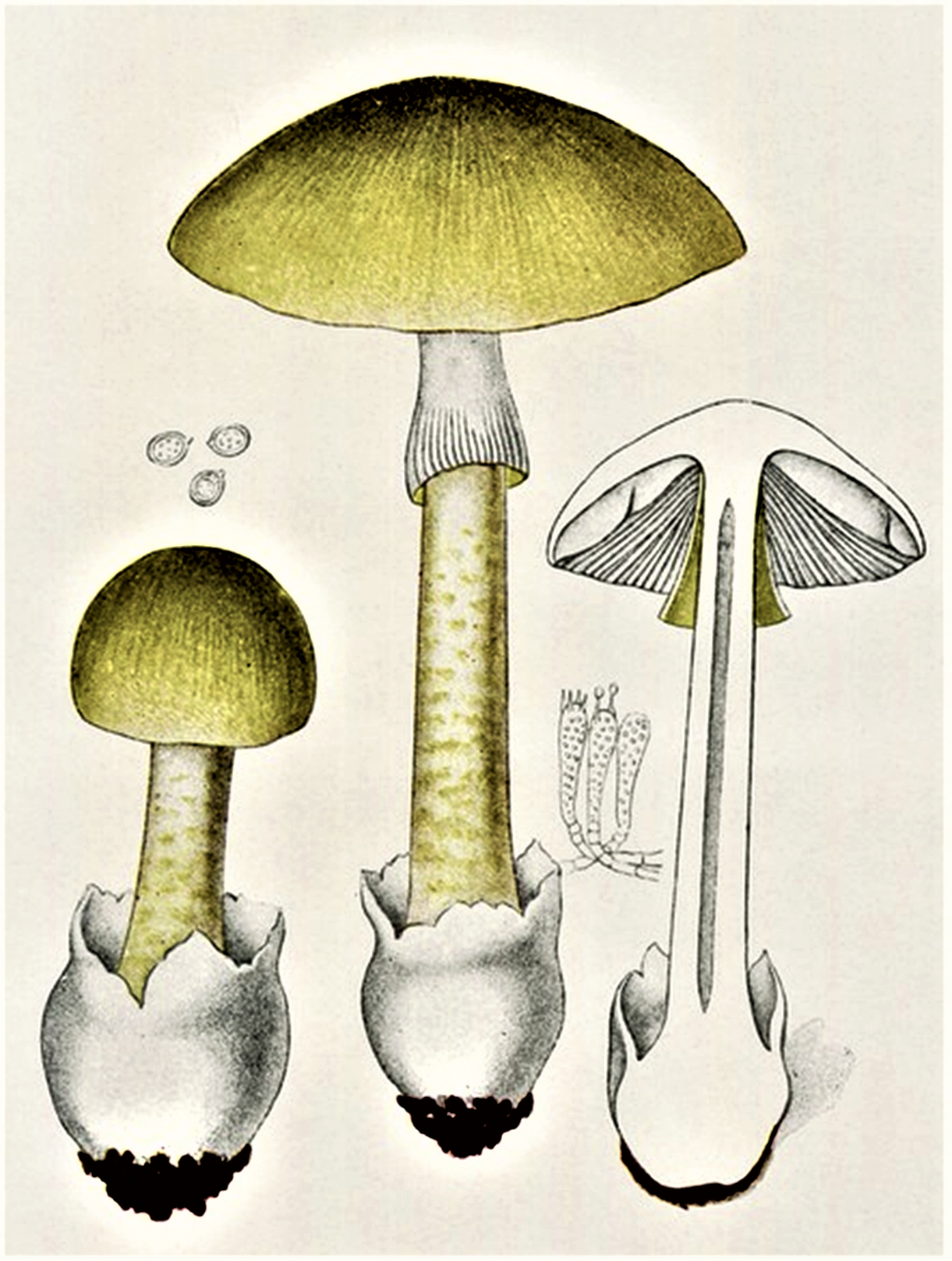
Bres.: Amanita phalloides

- Pălăria: este de mărime medie pentru ciuperci plin dezvoltate, cu un diametru de aproximativ 4-15 cm (foarte rar chiar 20 cm) și amenajată central peste picior. La început este semisferică, în forma unui ou, apoi din ce insa ce mai aplatizată, fiind în mod general radial-fibroasă, uscată, lucioasă, dar la umezeală și unsuroasă. Marginea ei este niciodată ondulată. Pălăria și piciorul sunt ușor separabili. Ciuperca poartă fulgi albi puțin pronunțați (rest al velum universale), care dispar repede după o ploaie. Culoarea diferă de la verde-albui, spre verde-gălbui, verde și oliv.
- Lamelele: sunt aglomerate, late, libere (fără contact cu picior), de lungime inegală, bulboase, de culoare albă, schimbând adesea oară la bătrânețe spre pal verzui. Trama (micologie) lamelelor este bilaterală.
- Piciorul: cu o lungime de 6-12 cm și o lățime de 0,8-2 cm este alb, sfârșind într-un bulb învelit de un săculeț (o volvă, rest al vălului universal) tot alb, la exemplare tinere nu rar gălbui pe interior. El este subțire, îngustându-se în sus, la început plin, apoi împăiat sau găunos pe dinăuntru. Înapoi rămâne la fructele mature o manșetă în jurul mijlocului tijei care este netedă, câteodată slab dungată și mereu atârnată în jos.
- Carnea: este mereu albă, doar direct sub pălărie ușor colorată verzui, fragedă și minimal fibroasă. În tinerețe este fără miros, primind la bătrânețe unul de miere. Gustul este plăcut, de nuci. Nu faceți niciodată o probă! Buretele este consumat chiar și în doze foarte mici tare otrăvitor, la o cantitate de 30-50 gr. mortal.
- Caracteristici microscopice: Sporii sunt elipsoidali până sferici, netezi, incolori, hialini (translucizi) și amilozi, cu o mărime de 8-11 x 7-9 microni. Pulberea lor este albă.[4][5][11]
- Reacții chimice: Carnea și lamele buretelui se colorează cu sulfat de fier imediat violet, existatul (probă uscată și presată) cu sulfovanilină mai întâi violet, apoi brun-roșcat.[12]

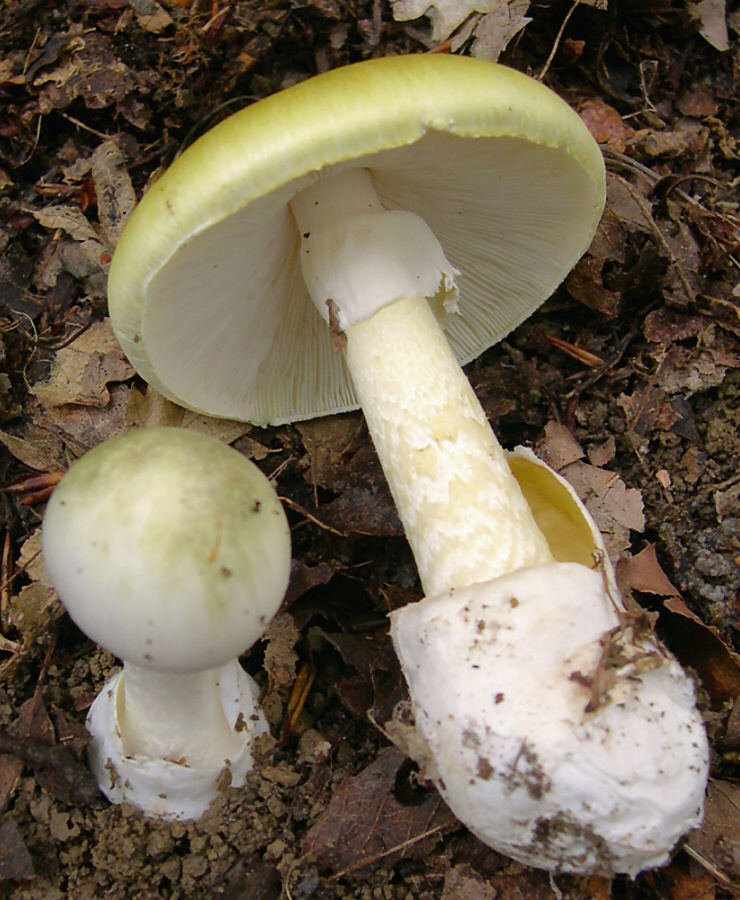
A. phalloides: lamele, picior bulb
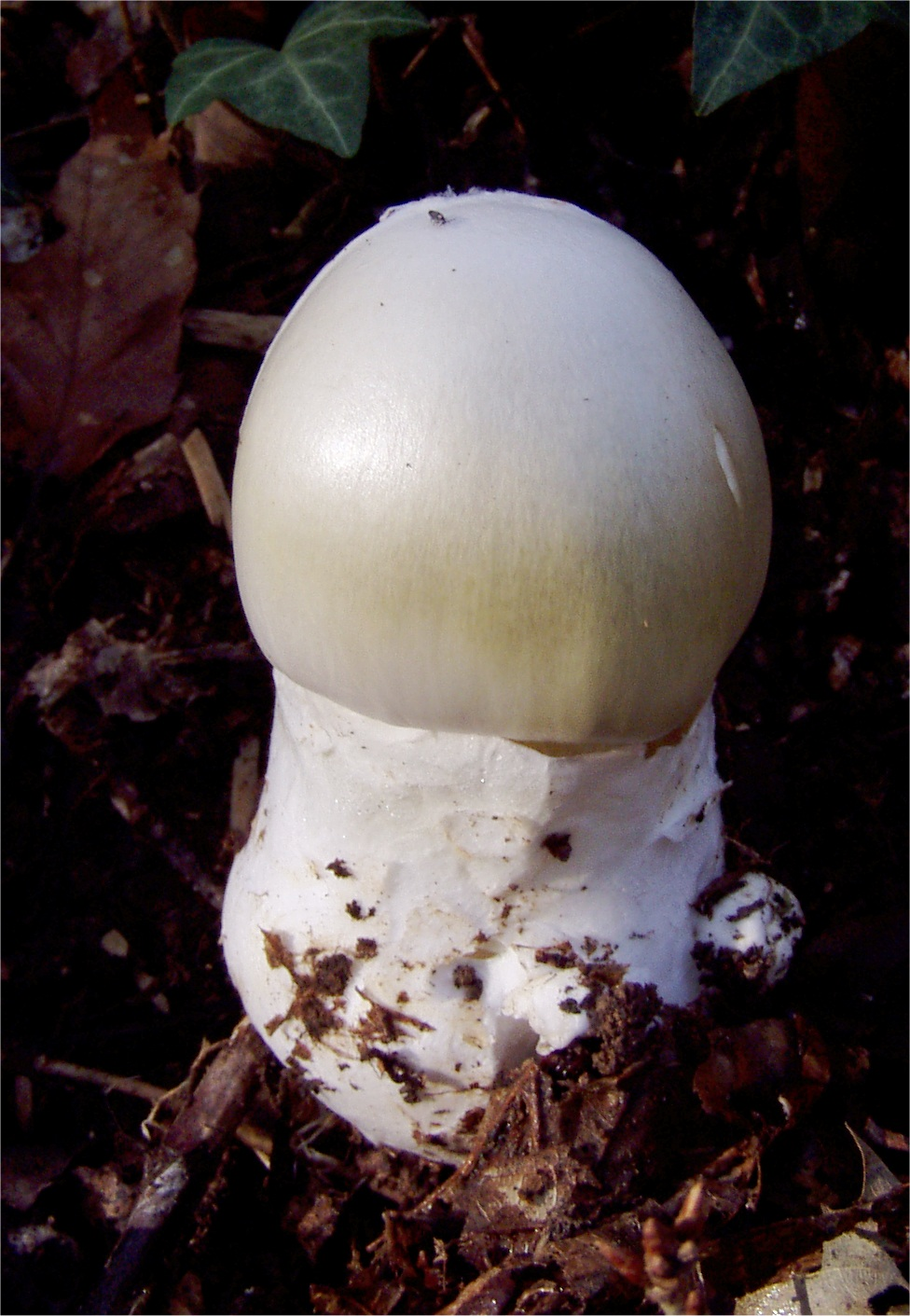
A. phalloides, carpofor tânăr
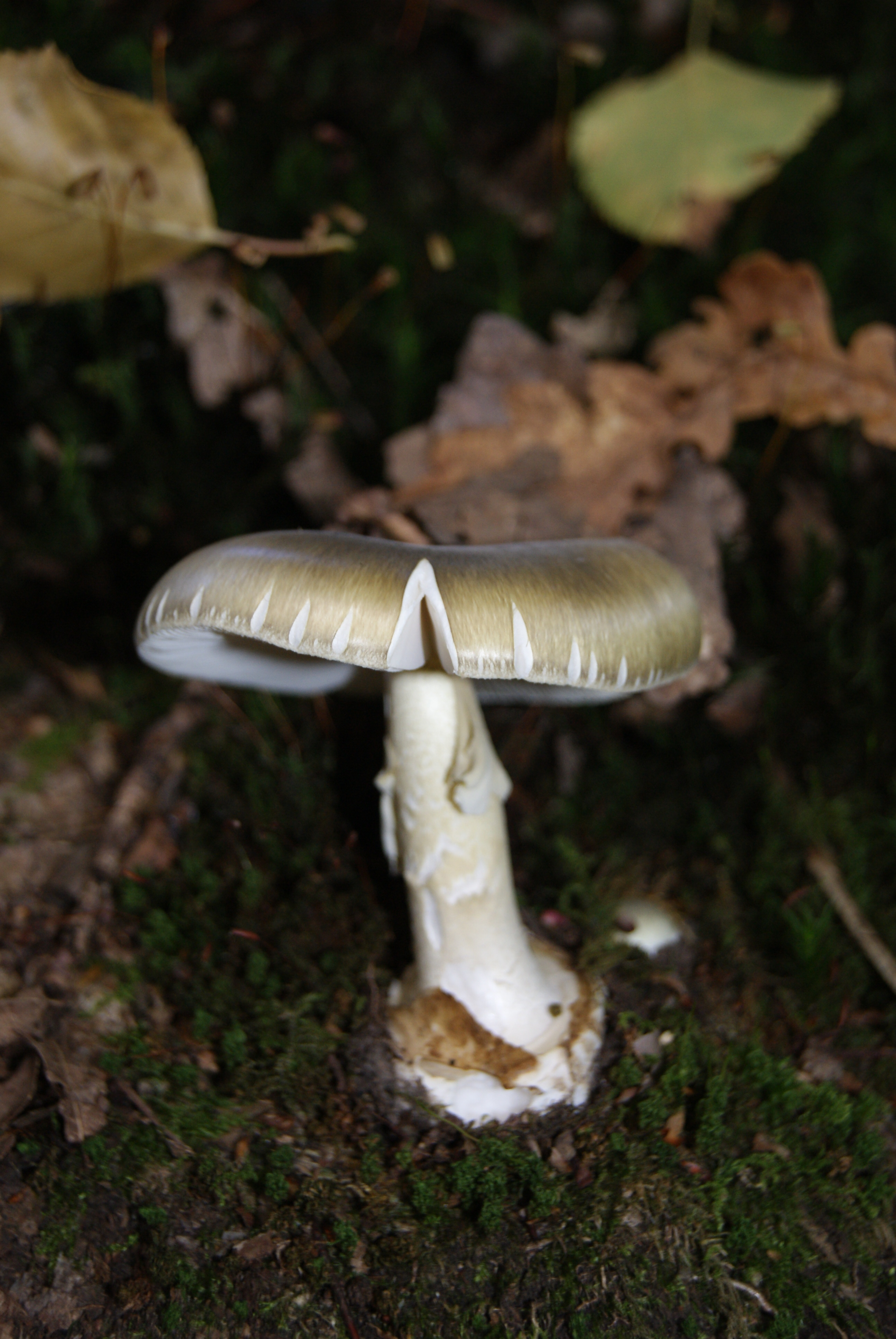
A. phalloides bătrână
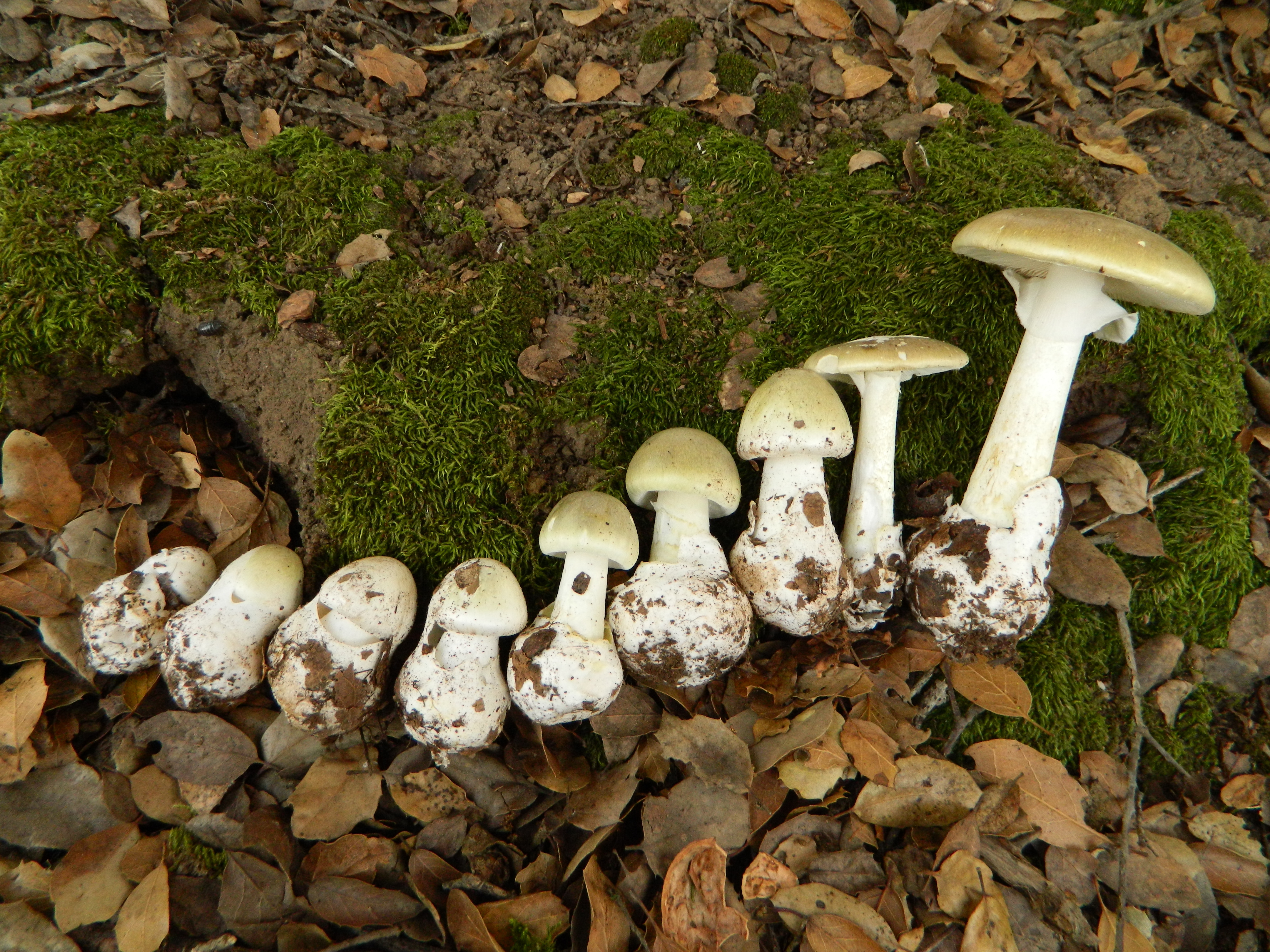
Evoluția unei A. phalloides

## Toxicitate
Amanita phalloides menține aproximativ zece toxine diferite, din otrava non-letală muscarina foarte puțin, în schimb cantități foarte mari de toxine mult mai periculoase, fiind cu efect mortal, ca de exemplu falloidine (între ele faloidina, falacidina și falisina), amanitine α, β, γ, δ, ε precum aminopectide, în primul rând virotaxine care sunt compuse din șapte aminoacizi, peptide ciclice, toxice, ce apar de asemenea în „gemenele” ei Amanita verna și Amanita virosa. În acțiunea lor, ele aseamănă faloidinei. Astfel conțin cele trei amanatide numite mai sus în material proaspăt aproximativ 20 până la 60 de miligrame falotoxine la 100 de grame masă fungidă. Doza letală de amanitină la om este de 0,1 miligrame pe kilogram de greutate corporală, pentru o  persoană de 70 kilograme, adică aproximativ 7 miligrame. Această cantitate este conținută în mai puțin de 35 de grame de ciuperci proaspete. Un organism ajuns la maturitate poate cântării 50 de grame sau mai mult, prin urmare, un singur exemplar consumat va produce o otrăvire mortală.
Primele simptome provocate de amanitină sunt de natură gastrointestinală care includ greață severă precum diaree și vărsături violente. Ele apar de obicei numai 8 până 12 ore după consum, rareori abia după 24 sau chiar 36 de ore. În toate cazurile este prea târziu de a mai interveni în mod eficient, de exemplu prin  pomparea stomacului. Simptomele se pierd în timp de două-trei zile, pentru a dezvolta apoi, aproximativ cinci zile după ingerare, o insuficiență hepatică completă (coma hepaticum) dar și o insuficiență renală precum si deteriorarea pancreasului și a inimii. Astăzi se face o transfuzie cu antidotul Antanamid, câștigat chiar din Amanita phalloides care conține această substanță în cantități mici. Din 1977 substanța este produsă artificial. De asemenea se tratează cu preparatul Sibilin, în lipsă de acesta cu penicilina G. Dacă tratamentul ar fi fost zadarnic, speranța unei persoane intoxicate rămâne doar în transplantul de ficat.
Toate trei speciile ale buretelui viperei sunt responsabile pentru aproximativ 90 la sută din decesele cauzate prin intoxicații cu ciuperci. La începutul secolului al XX-lea, aproape fiecare otrăvire cu acest burete a dus la moarte. În zilele de astăzi proporția de intoxicații fatale a fost redusă datorită depistării precoce și a terapiei intensive la aproximativ 10-15 la sută de cazuri letale.

## Confuzii
Specia Amanita phalloides poate fi confundată cu Amanita verna, sau cu Amanita virosa, și ele mortal otrăvitoare. Mai departe poate fi confundată cu ciuperci comestibile, ca de exemplu cu Amanita citrina var. alba (restrâns comestibilă), , Amanita eliae, Amanita ovoidea, Amanita strobiliformis, Amanita vaginata  sau Amanita vittadini.
Pentru începători se pot ivi probleme, deoarece aceștia confundă adeseori buretele cu specii comestibile din genul Agaricus, cum sunt Agaricus abruptibulbus, Agaricus aestivalis, Agaricus arvensis, Agaricus campestris, Agaricus radicatus, Agaricus semoticus și Agaricus silvicola.
Culegătorii mai puțin experimentați culeg într-adevăr acest burete otrăvitor în locul celor comestibile din genurile Agaricus și Amanita, dar fac această greșeală și cu alte soiuri savuroase, cum sunt de exemplu Leucoagaricus leucothites sin. Lepiota naucina, Leucoagaricus cretaceus, Volvariella bombycina, Volvariella speciosa sin. Volvariella gloiocephala sau chiar cu Calocybe gambosa sau Tricholoma sejunctum (necomestibil).

## Galerie de imagini

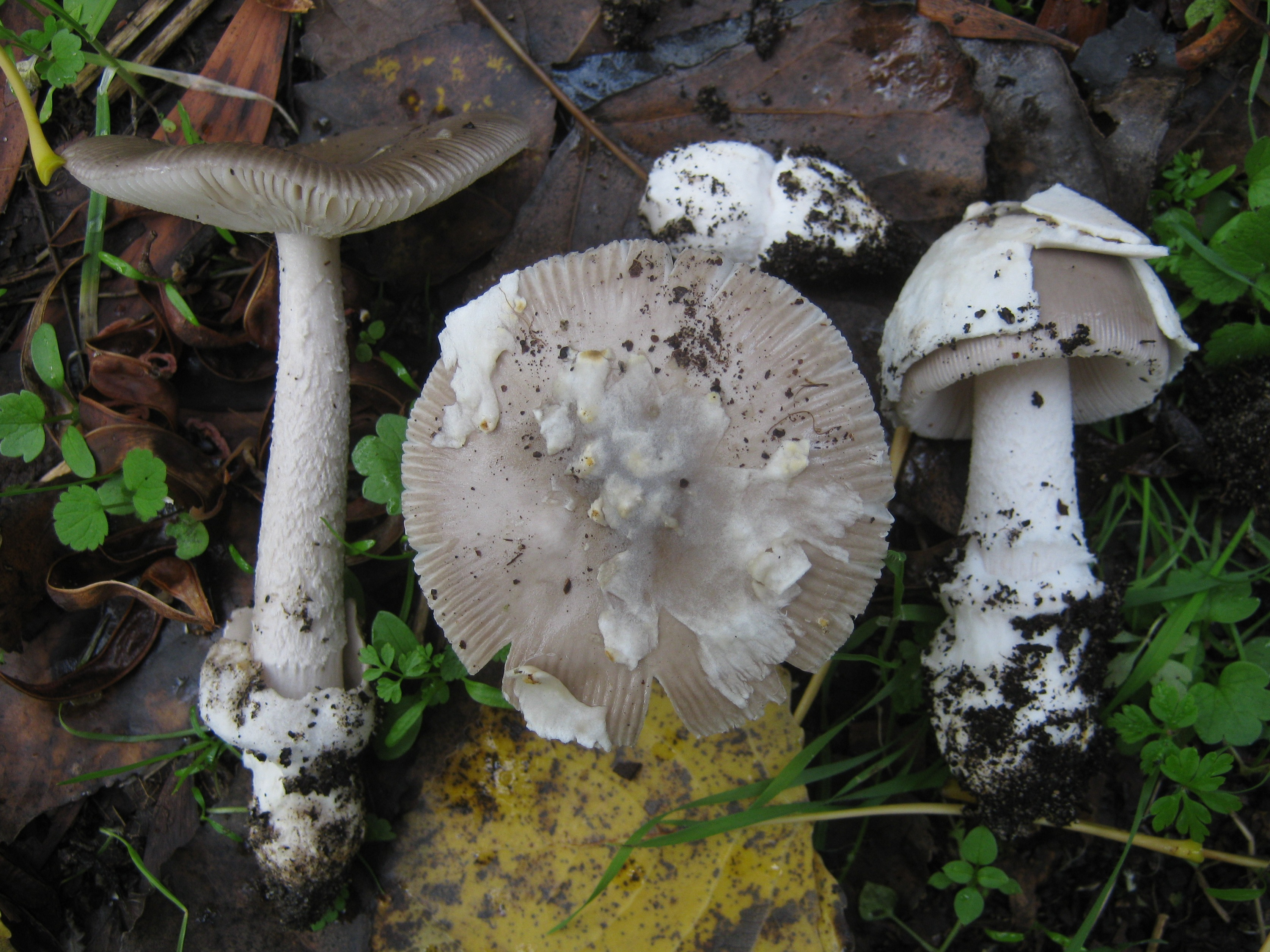
Amanita beckeri
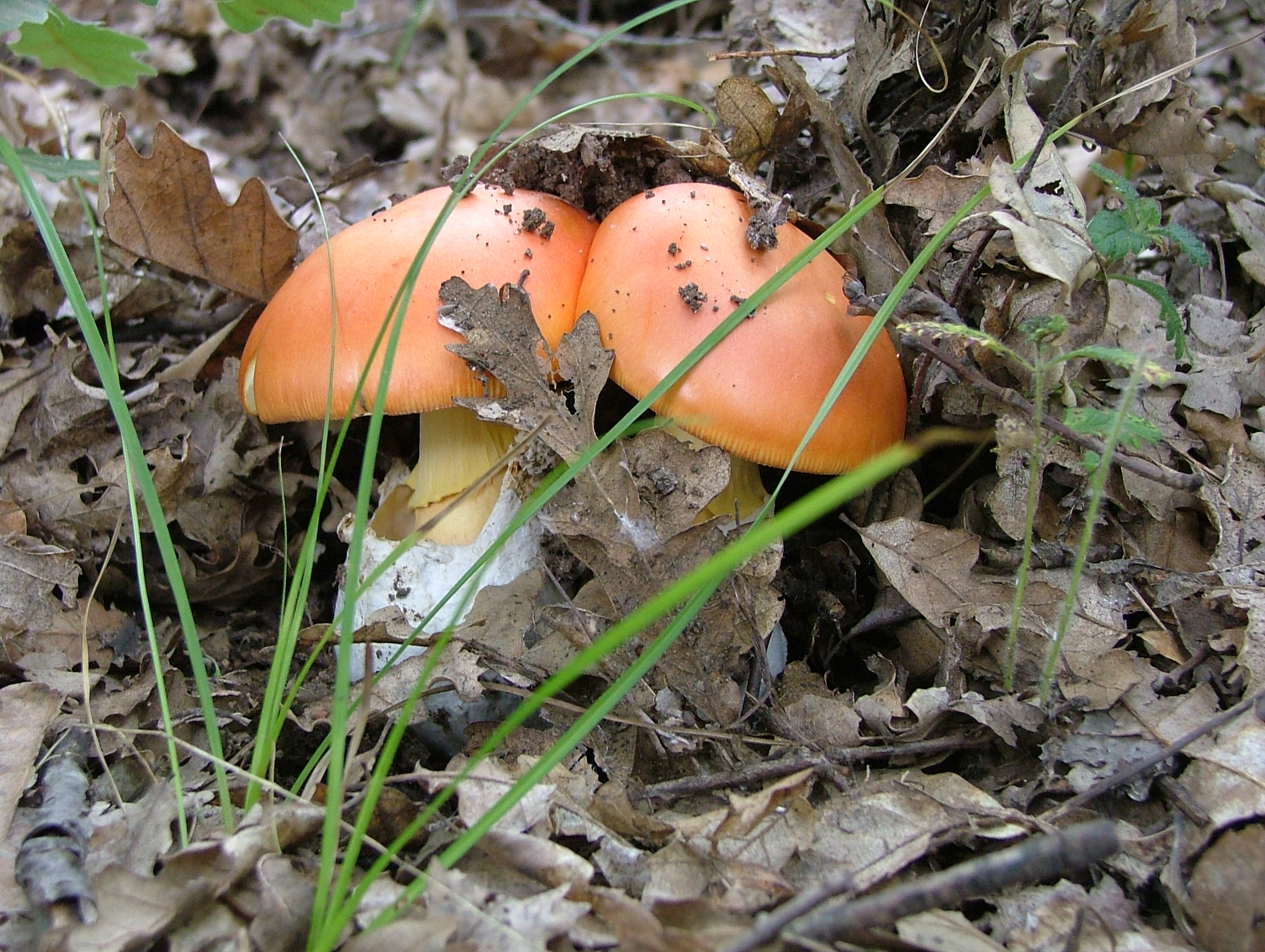
Amanita caesarea
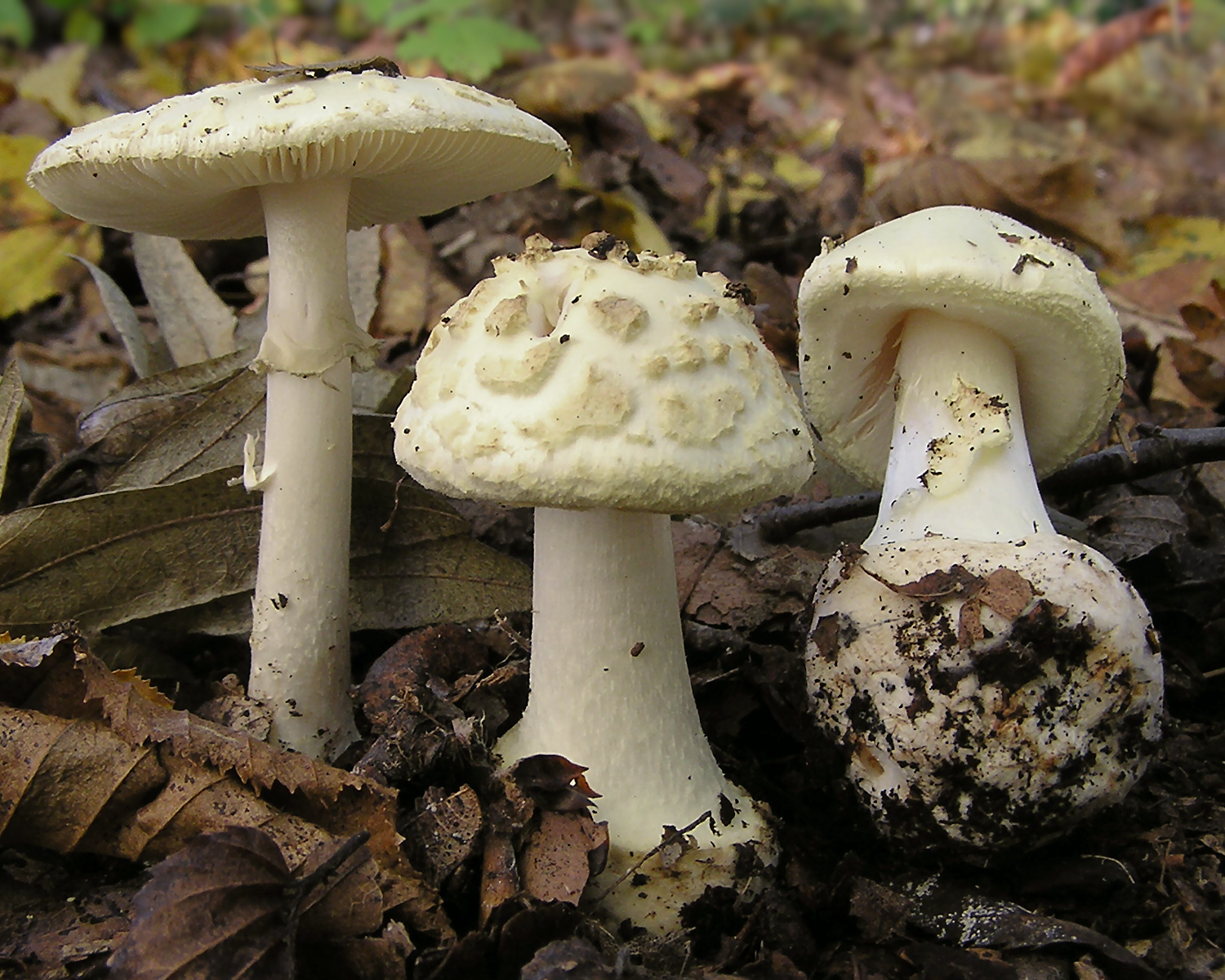
Amanita citrina
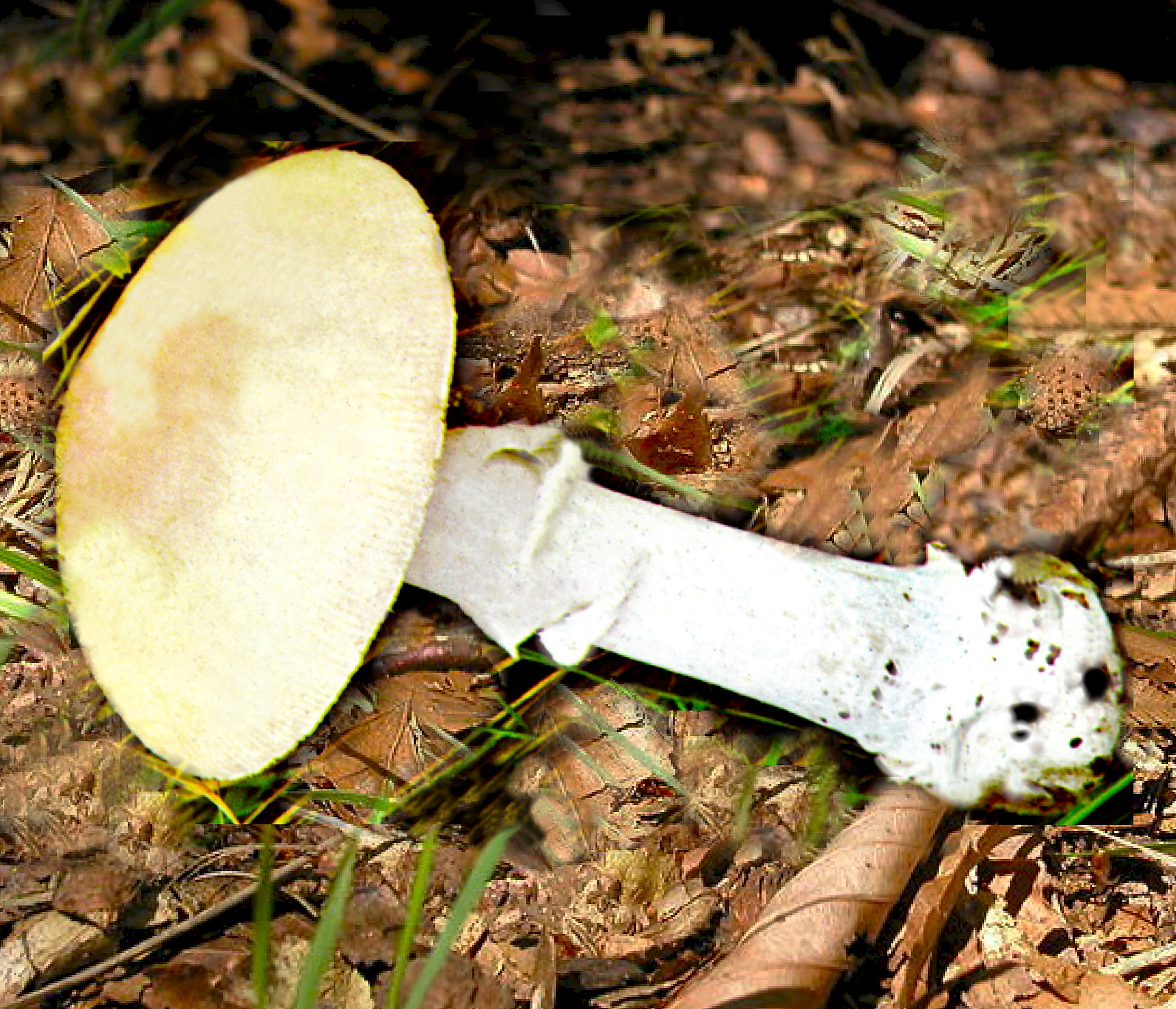
Amanita eliae
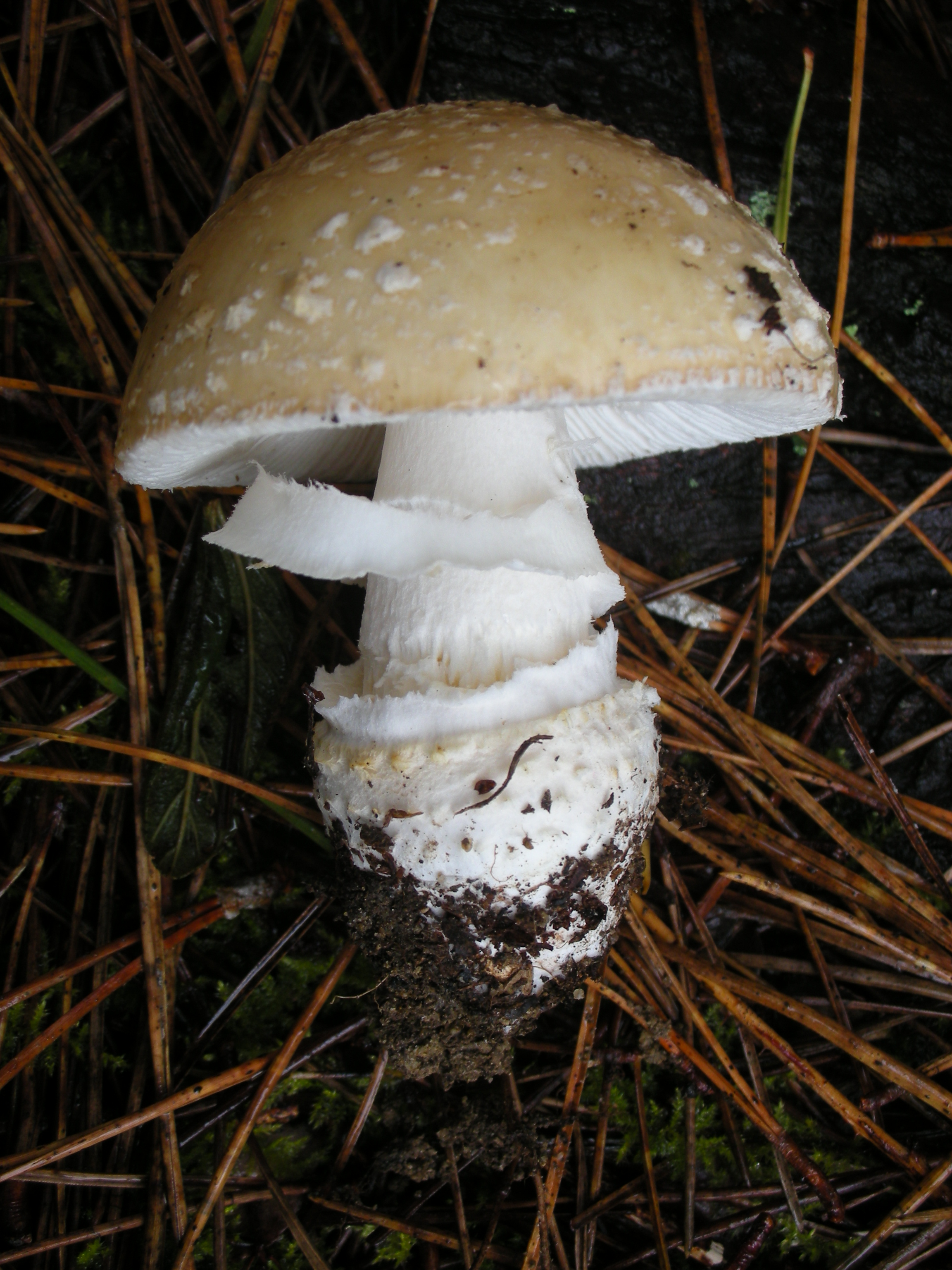
!!Amanita gemmata!!
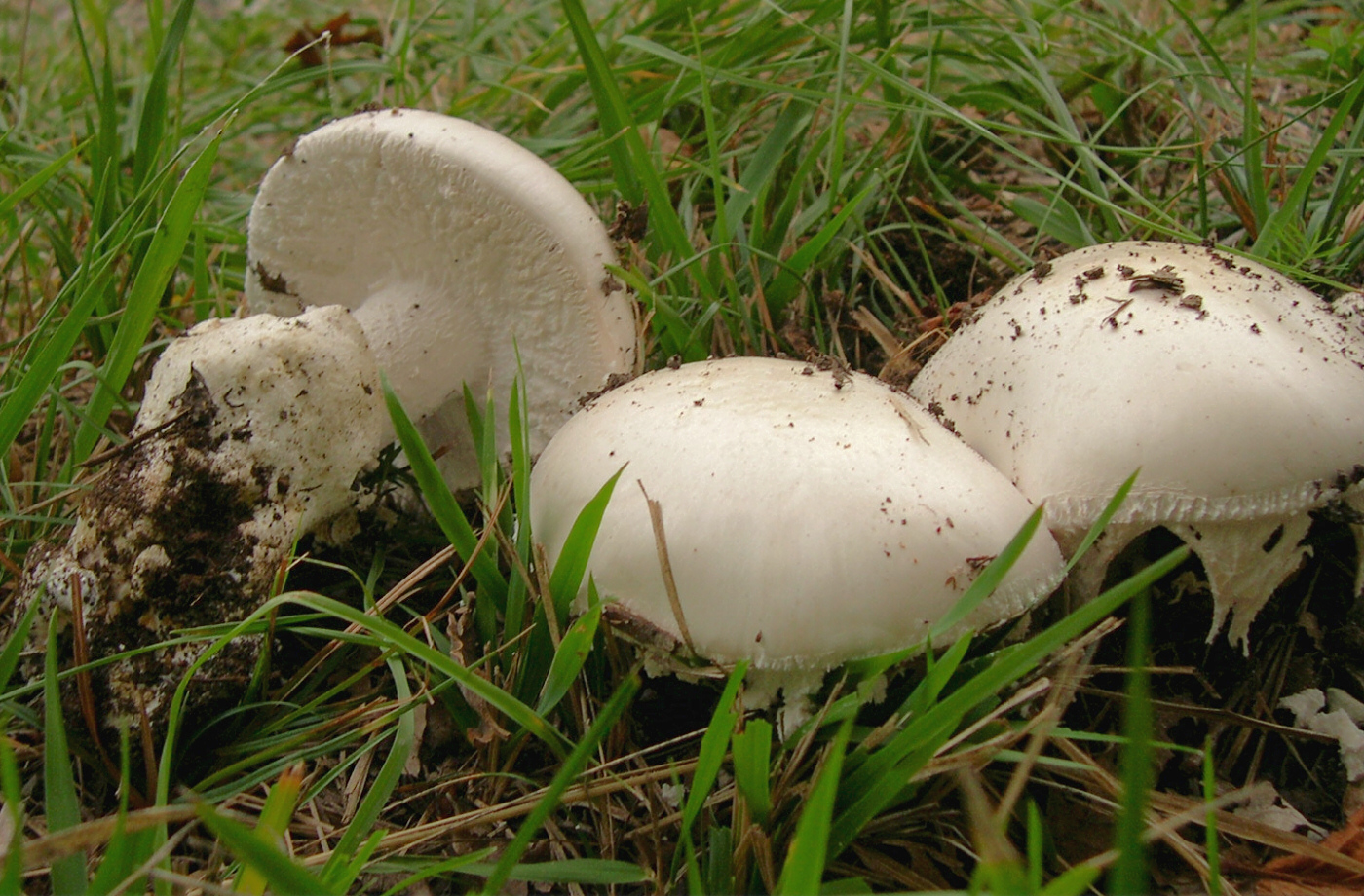
Amanita ovoidea
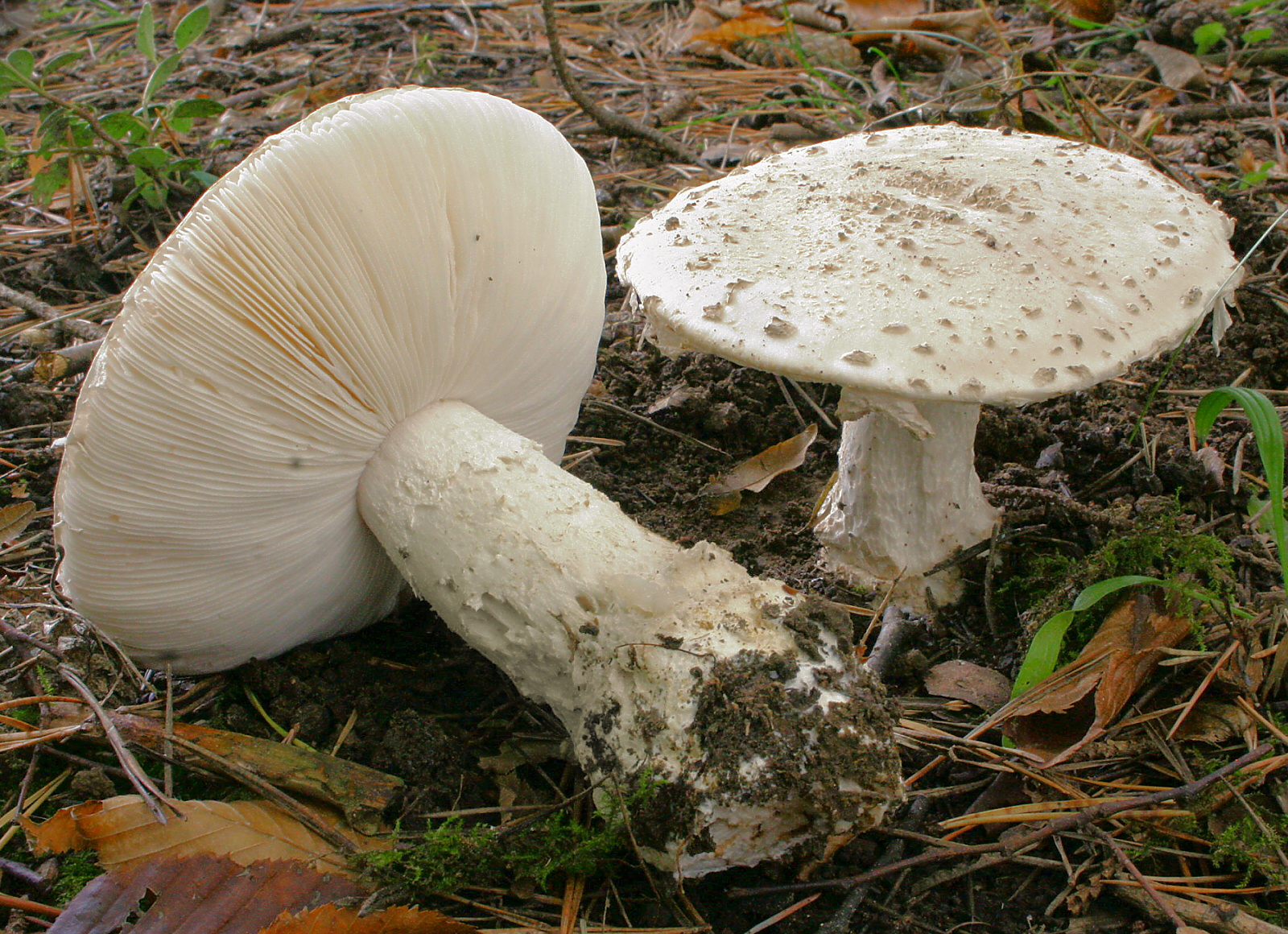
Amanita strobiliformis
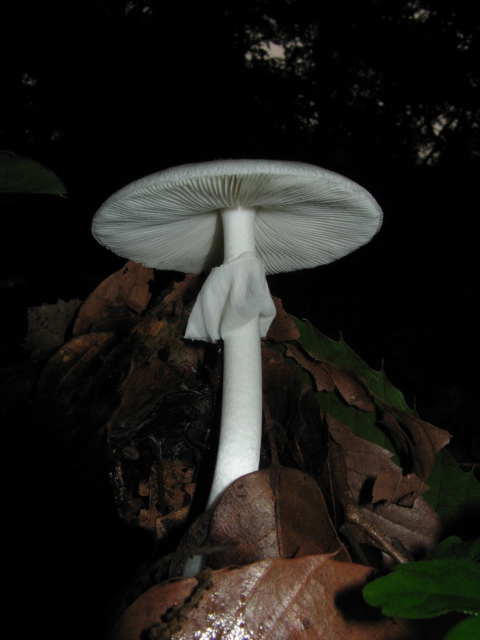
!!!Amanita verna!!!
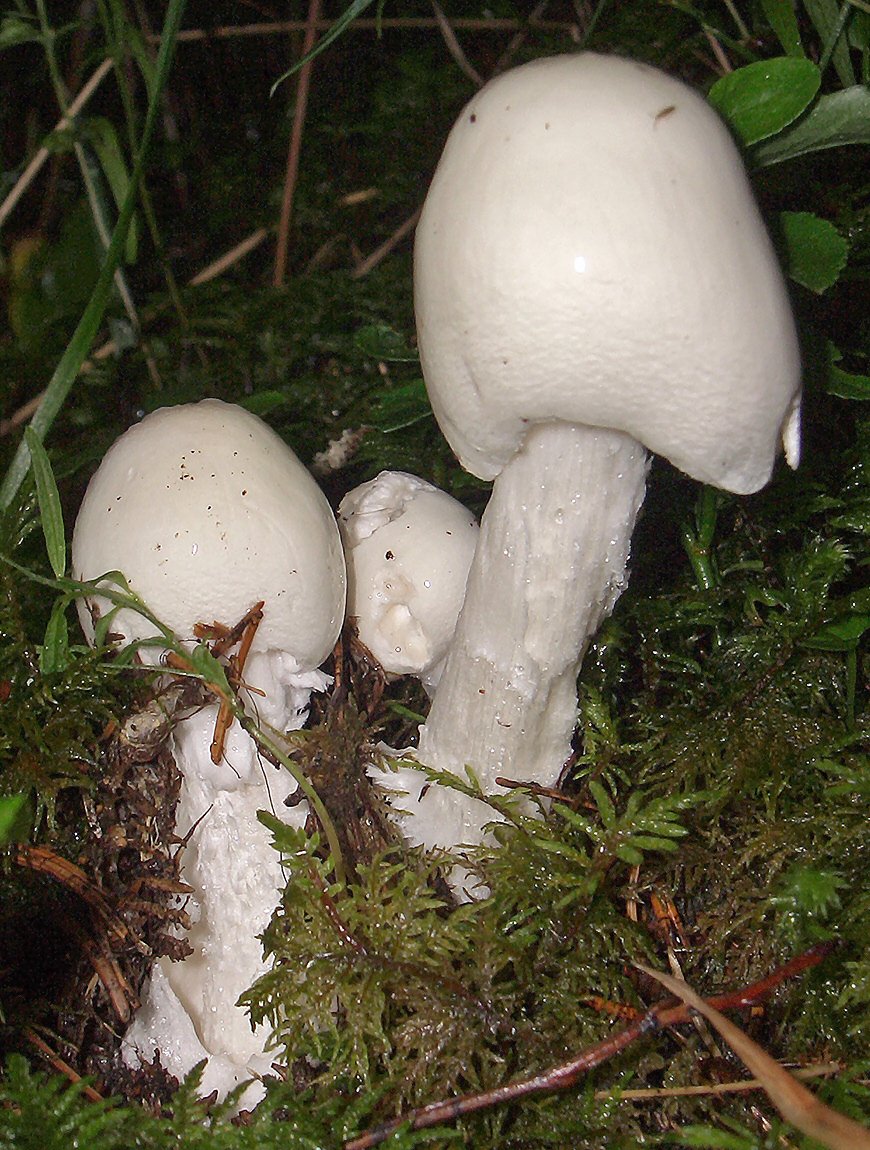
!!!Amanita virosa!!!

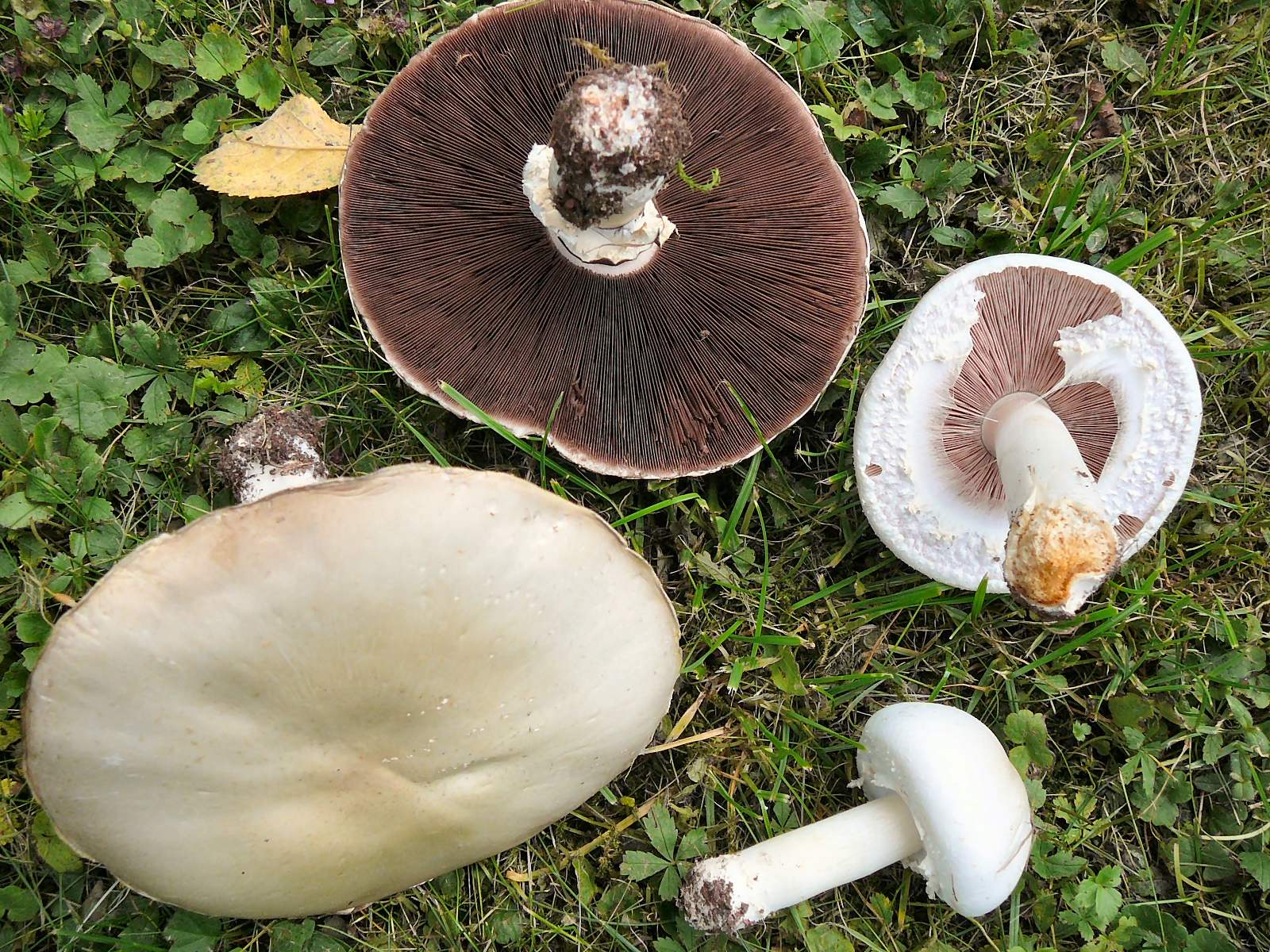
Agaricus arvensis
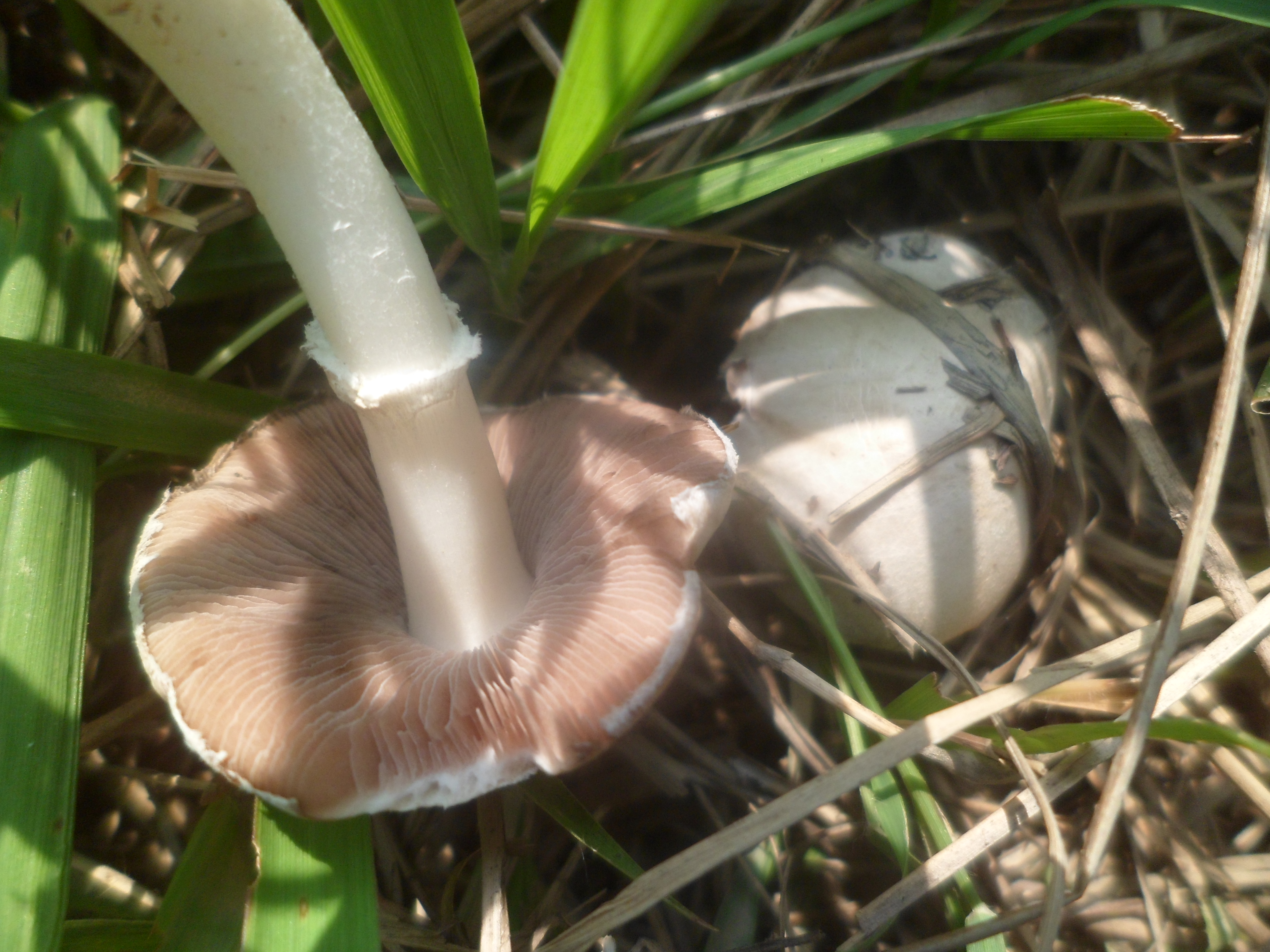
Agaricus campestris
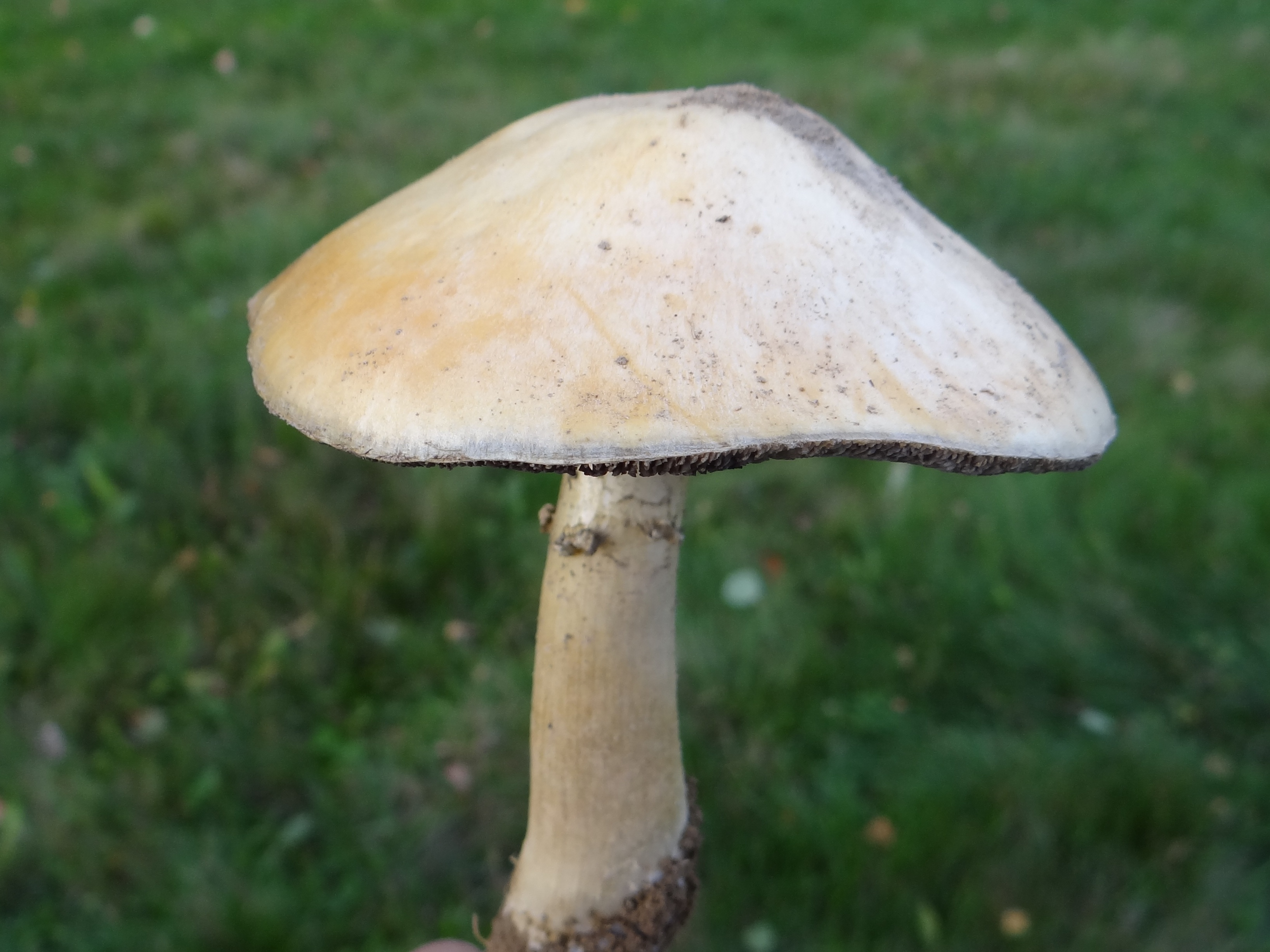
Agaricus rugosonata
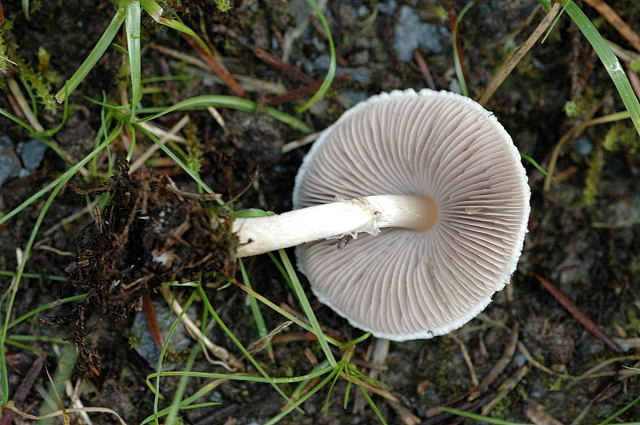
Agaricus semotus
Agaricus silvicola
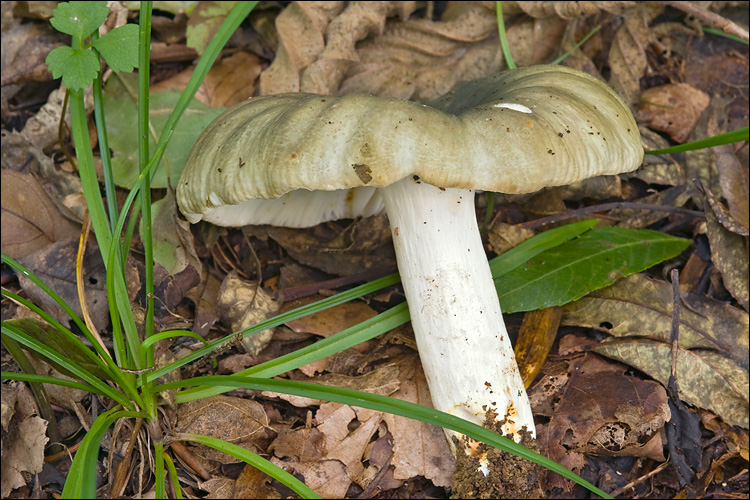
Russula heterophylla
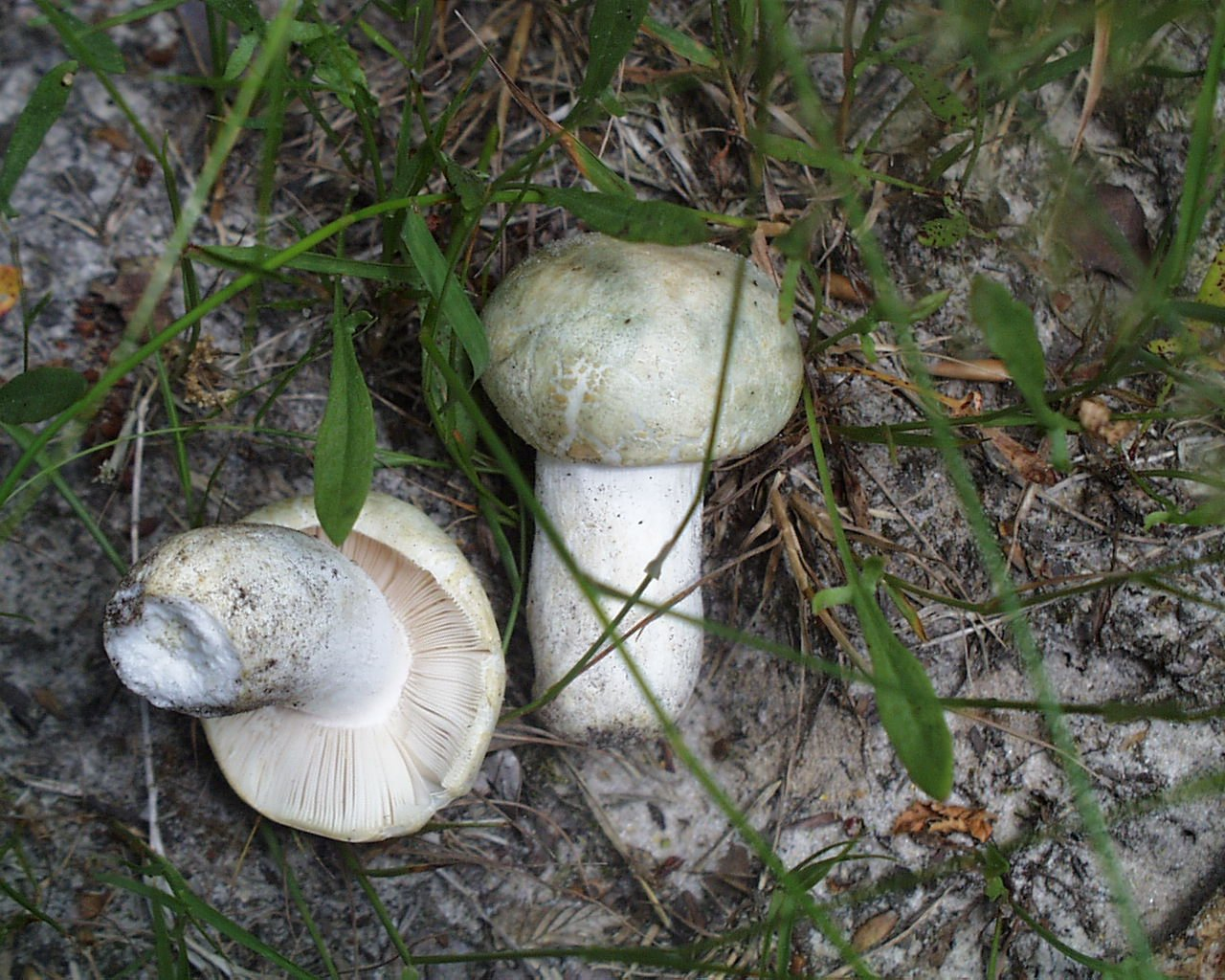
Russula virescens
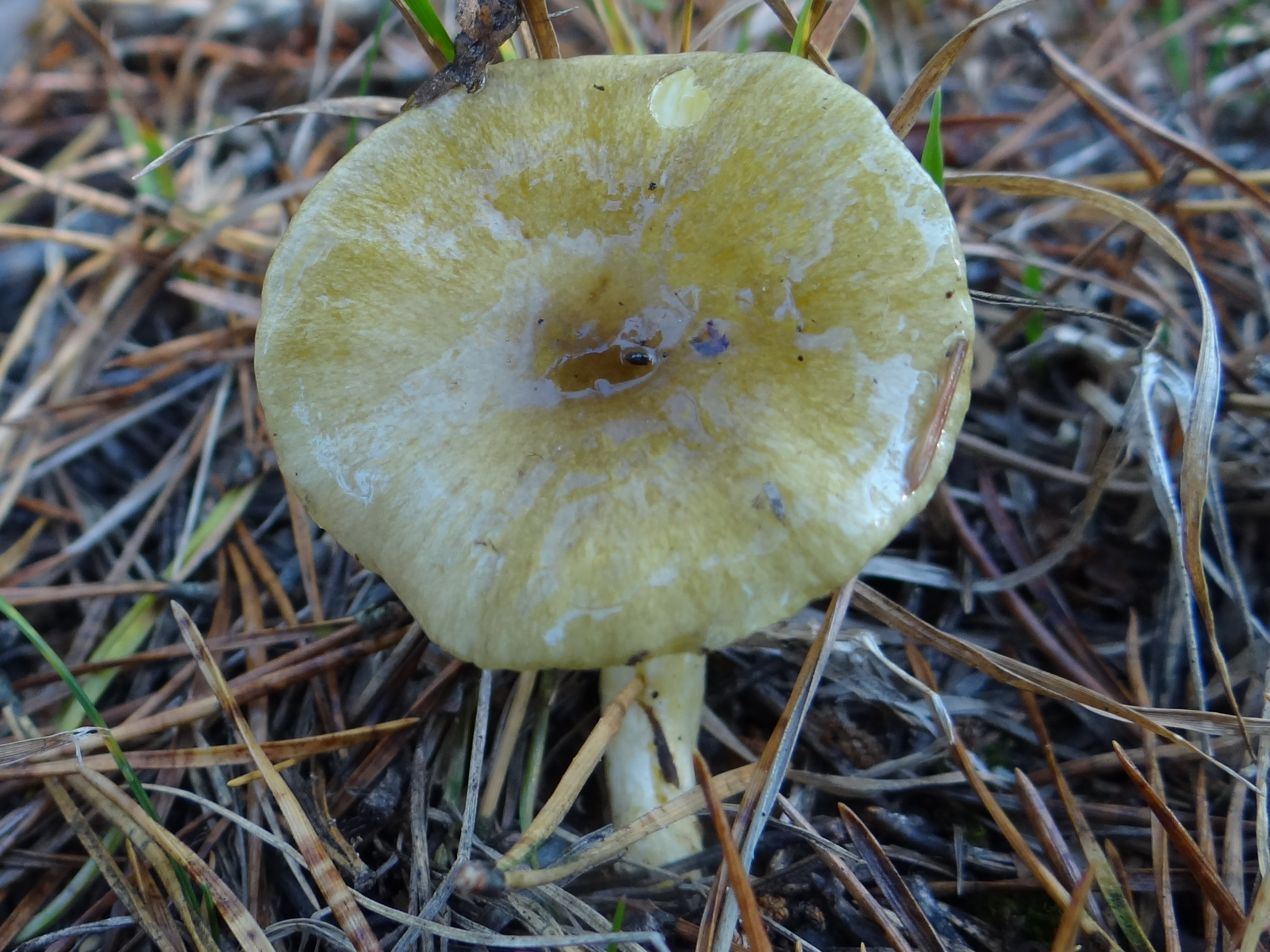
!Tricholoma sejunctum!
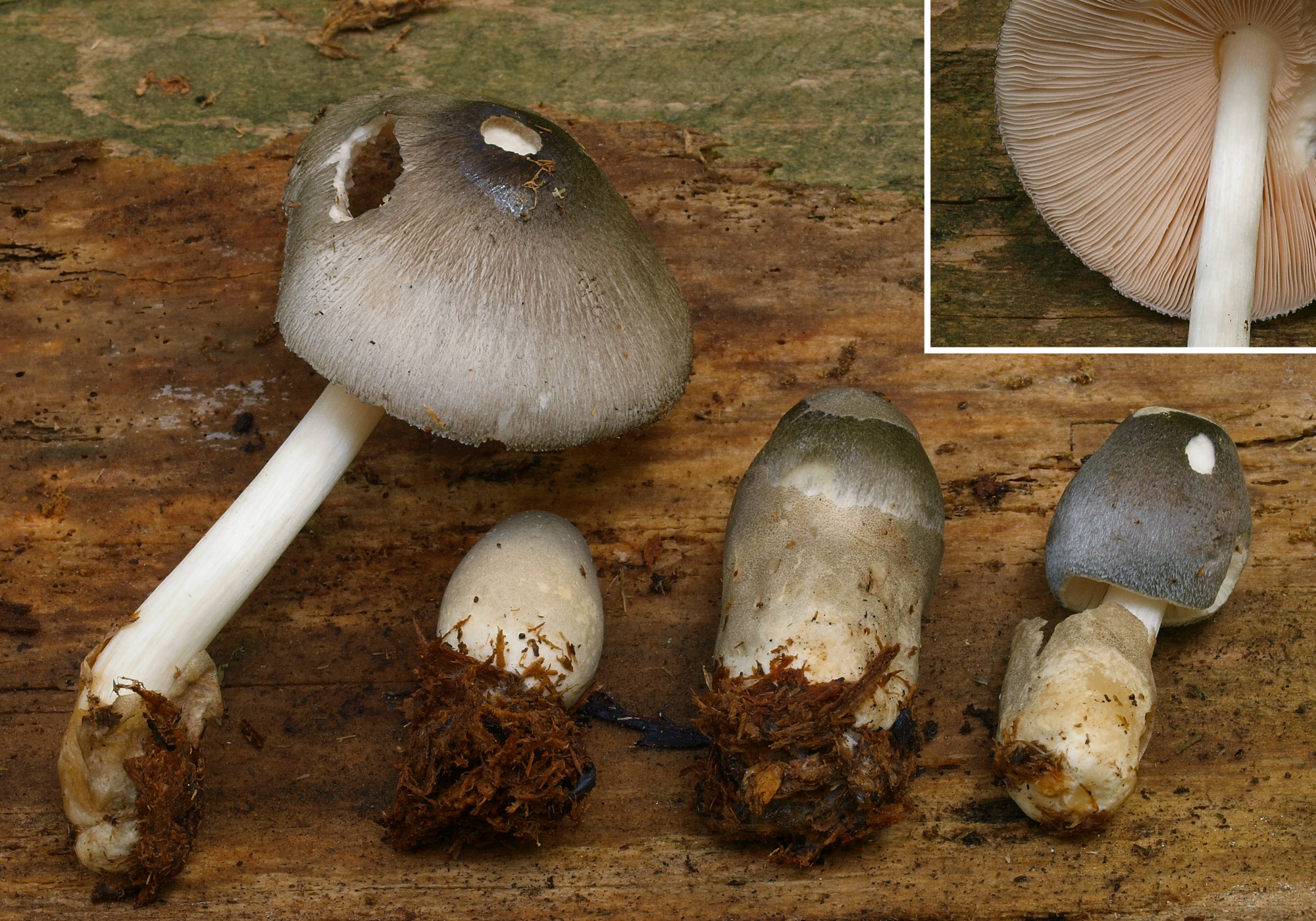
Volvariella nigrovolvacea

## Victime renumite
Despre mai multe persoane istorice cu renume se spune că ar fi murit în urma consumului acestei ciuperci mortale, fie prin nenoroc sau neglijență, fie prin crimă cu premeditare. Astfel împăratul roman Claudius a fost otrăvit, probabil de soția sa Agrippina, mai departe Papa Clement al VII-lea, Țarina a Rusiei Natalia Narîșkina sau împăratul Carol al VI-lea al Sfântului Imperiu Roman. Faimosul Voltaire a comentat moartea împăratului astfel: Ce plat de champignons a changé la destinée de l’Europe. („Acest fel de mâncare de ciuperci a schimbat destinul Europei.”)

## Bibiliografie
- Marcel Bon: “Pareys Buch der Pilze”, Editura Kosmos, Halberstadt 2012, ISBN 978-3-440-13447-4
- Giacomo Bresadola: „Iconographia Mycologica”, vol. I, Editura Società Botanica Italiana, Milano 1927, p. și tab. 3
- Bruno Cetto, volumul 1, vezi note
- H. Clémençon: „Pilze im Wandel der Jahreszeiten”, vol. 1 și 2, Editura Éditions Piantanida, Lausanne 1981
- Rose Marie și Sabine Maria Dähncke: „700 Pilze in Farbfotos”, Editura AT Verlag, Aarau - Stuttgart 1979 și 1980, ISBN 3-85502-0450
- Axel Meixner: „Chemische Farbreaktionen von Pilzen”, Editura J. Cramer, Lehre 1975
- Rose Marie și Sabine Maria Dähncke: „Pilze”, Editura Silva, Zürich 1986
- Hans E. Laux: „Der große Pilzführer, Editura Kosmos, Halberstadt 2001, ISBN 978-3-440-14530-2
- Gustav Lindau, Eberhard Ulbrich: „Die höheren Pilze, Basidiomycetes, mit Ausschluss der Brand- und Rostpilze”, Editura  J. Springer, Berlin 1928
- Csaba Locsmándi, Gizella Vasas: „Ghidul culegătorului de ciuperci”, Editura Casa, Cluj-Napoca 2013, ISBN 9786068527147, 192 p.
- Axel Meixner: „Chemische Farbreaktionen von Pilzen”, Editura J. Cramer, Lehre 1975
- Meinhard Michael Moser: „Röhrlinge und Blätterpilze - Kleine Kryptogamenflora Mitteleuropas”, ediția a 5-ea, vol. 2, Editura Gustav Fischer, Stuttgart 1983
- Antanamid, patentare, decizia Curții Superioare de Justiție RFG